# Devonshire Colts Football Club
Maillots
Le Devonshire Colts Football Club est un club bermudien de football basé à Devonshire. Il dispute ses rencontres à domicile au Police Recreation Field. Une rivalité locale l'oppose à l'autre club de la ville, la formation des Devonshire Cougars.

## Histoire
Le club est fondé en 1958. Il remporte son premier titre national en 1972 avec une victoire en championnat. Devonshire Colts compte aujourd'hui trois titres de champion et cinq succès en Coupe (plus neuf défaites en finale). Il a réalisé le doublé Coupe-championnat en 1973.
En dépit de ses succès en championnat, le club ne compte qu'une seule apparition en compétitions continentales, la fédération des Bermudes n'engageant pas régulièrement une formation en Coupe des clubs champions ou en CFU Club Championship. Il dispute la Coupe des champions de la CONCACAF 1973, où il élimine tout d'abord l'autre représentant bermudien, North Village Community Club avant de déclarer forfait en quarts de finale, où il devait rencontrer CRKSV Jong Colombia des Antilles néerlandaises. Il aurait dû également participer à l'édition 1974 mais pour des raisons d'organisation, toutes les formations d'Amérique du Nord doivent déclarer forfait. Son bilan est donc parfait puisque le club a remporté les deux seuls matchs qu'il a disputés. 
L'ancien international puis sélectionneur des Bermudes Randy Horton a porté les couleurs du club durant une saison, en 1974-1975. Cette saison-là, il termine meilleur buteur du championnat, et les Colts finissent à la troisième place du classement final.

## Palmarès
- Championnat des Bermudes (3)
  - Vainqueur : 1972, 1973, 1997

- Coupe des Bermudes (5)
  - Vainqueur : 1973, 1974, 1999, 2001, 2007
  - Finaliste : 1967, 1968, 1971, 1976, 1984, 1988, 1993, 1998, 2000